# 3rd Armored Division (United States Army)
La 3ª Divisione corazzata (in inglese 3rd Armored Division) era una divisione corazzata dell'Esercito statunitense che combatté durante la seconda guerra mondiale. Soprannominata Spearhead, la divisione fu attivata per la prima volta nel 1941 e prestò servizio nel Teatro europeo della seconda guerra mondiale. La divisione è stata di stanza nella Germania Ovest per gran parte della Guerra Fredda e partecipò alla Guerra del Golfo Persico. Il 17 gennaio 1992, ha cessato le operazioni e nell'ottobre del 1992 fu formalmente disattivata come parte di una generale riduzione delle forze alla fine della Guerra Fredda.